# Nicolas Huysman
Nicolas Huysman (Dunkerque, 9 febbraio 1968) è un allenatore di calcio ed ex calciatore francese, di ruolo centrocampista.

## Carriera
A luglio 2016, ha lasciato Dunkerque dopo 14 anni trascorsi nel club per il Belgio e il club Francs Borains che ha portato al livello dilettanti D2 alla fine della stagione 2017/2018.
Dal 1º luglio 2019 è allenatore della squadra di calcio lussemburghese Jeunesse Esch.

### Club
Vanta 291 presenze e 39 reti in Ligue 1.

## Palmarès

### Allenatore

#### Competizioni nazionali
- Championnat de France amateur: 1

Dunkerque: 2012-2013